# Xã Bern, Quận Berks, Pennsylvania
Xã Bern (tiếng Anh: Bern Township) là một xã thuộc quận Berks, tiểu bang Pennsylvania, Hoa Kỳ. Năm 2010, dân số của xã này là 6.797 người.